# Mandécali
Mandécali è un arrondissement del Benin situato nella città di Malanville (dipartimento di Alibori) con 16 779 abitanti (dato 2006).